# La Zarra
Fatima Zahra Hafdi (Montreal, 25 de agosto de 1988), conhecida artisticamente como La Zarra, é uma cantora e compositora canadiana de origens marroquinas que vive em França. Representou França no Festival Eurovisão da Canção 2023.

## Biografia
Hafdi nasceu em Montreal, no Canadá, sendo filha de pais marroquinos. Durante a sua infância, viveu entre Montreal e Longueuil, onde a sua família acabou por se estabelecer. Ganhou fama em 2016 quando lançou o seu primeiro single intitulado «Printemps blanc», em colaboração com o rapper francês Niro.
Em 2021, ganhou ainda mais popularidade com o single «Tu t'en iras», que foi regularmente tocado na rádio e na televisão de França. O single foi certificado como platina pelo Syndicat National de l'Édition Phonographique. No mesmo ano, La Zarra foi nomeada para os NRJ Music Awards, os principais prémios de música franceses, como nova cantora francófona do ano, impulsionada em parte pelo sucesso do seu álbum de estreia intitulado «Traîtrise».
A 12 de janeiro de 2023, foi escolhida pela France Télévisions para representar a França no Festival Eurovisão da Canção de 2023, tornando-se a segunda cantora canadiana a representar aquele país, depois de Natasha St-Pier em 2001.

## Discografia

### Álbuns de estúdio
- 2021 – Traîtrise

### Singles
- 2020 – À l'ammoniaque/Mon dieu
- 2021 – Printemps blanc
- 2021 – Tirer un trait
- 2021 – Tu t'en iras
- 2021 – TFTF
- 2021 – Santa Baby
- 2022 – Sans moi
- 2022 – Évidemment

#### Como colaboradora
- 2016 – Printemps blanc (Niro feat. La Zarra)
- 2022 – Les amants de la colline (Slimane feat. La Zarra)